# رينولد أمان
رينولد أمان (بالألمانية: Reinhold Aman)‏ هو مهندس وكاتب ألماني، ولد في 8 أبريل 1936 في فورستينزيل في ألمانيا، وتوفي في 2 مارس 2019.

## وصلات خارجية
- رينولد أمان على موقع IMDb (الإنجليزية)
- رينولد أمان على موقع قاعدة بيانات الفيلم (الإنجليزية)